# Bas (topologi)
En bas B för en topologi T på en mängd X är en samling av element i T sådan att varje element i T är en union av ett godtyckligt antal element i B. Man säger att basen genererar topologin.

## Definition och egenskaper
Om X är en mängd så är en samling B av delmängder till X en bas för en topologi om
1. Unionen av alla element i B är X.
2. Om {\displaystyle G_{1},G_{2}\in B}, så ska det, för alla {\displaystyle p\in G_{1}\cap G_{2}}, finnas {\displaystyle G_{3}\in B} så att {\displaystyle p\in G_{3}} och {\displaystyle G_{3}\subseteq G_{1}\cap G_{2}}.

Om en samling av delmängder inte uppfyller båda villkoren så är den inte en bas för någon topologi på X (den är dock en underbas). Om en samling av delmängder är en bas så definierar den en unik topologi på X. Denna topologi kallas toppologin genererad av B. Baser är vanliga vid konstruktionen av topologier, exempelvis är den metriska topologin vanligtvis genererad via en bas.
Två baser sägs vara ekvivalenta baser om de definierar samma topologi. Två baser {\displaystyle B_{1}} och {\displaystyle B_{2}} är ekvivalenta om och endast om det för varje p i varje {\displaystyle G_{1}\in B_{1}} finns ett {\displaystyle G_{2}\in B_{2}} så att {\displaystyle p\in B_{2}\subseteq B_{1}}, och vice versa.

## Exempel
Mängden {\displaystyle M=\{N_{\varepsilon }({\bar {x}}):\varepsilon \geq 0,{\bar {x}}\in \mathbb {R} ^{2}\}} bildar en bas för {\displaystyle \mathbb {R} ^{2}}. Här är
{\displaystyle N_{\varepsilon }({\bar {x}})=\{{\bar {y}}\in \mathbb {R} ^{2}:|{\bar {x}}-{\bar {y}}|\leq \varepsilon \}}
där {\displaystyle |\cdot |} är den euklidiska normen.